# Norrby, Norrtälje kommun
Norrby är en bebyggelse vid västra stranden av Väddöviken i Haverö socken i Norrtälje kommun. Från 2015 avgränsar SCB här en småort.